# We All Fall Down
We All Fall Down (Unheilvolle Minuten) ist ein Roman von Robert Cormier. (ISBN 0-385-30501-X) Deutsch:(ISBN 3-570-30014-5)

## Handlung
Das Buch handelt von den Ereignissen um die Zerstörung eines Familienhauses durch eine jugendliche Gang. Die Tochter der Familie, die 14-jährige Karen Jerome, wird während dieses aggressiven Akts in den Keller hinuntergestoßen und fällt daraufhin ins Koma.
Der Krimi wird aus mehreren Perspektiven erzählt. Etwa aus dem Blickwinkel der 16-jährigen Jane, die Karens Schwester ist, und dem kleinen Bruder, Artie. Auch die Perspektive des Randalierers Buddy Walker fließt in den Roman ein. Eine weitere Person, die als Erzähler fungiert, ist „The Avenger“ (der Rächer). Er hat den Einbruch beobachtet und will Vergeltung für dieses Verbrechen.
Durch einen aufmerksamen Freund der Familie erfährt die Familie die Zahl des Nummernschilds eines Autos der Randalierer, wodurch einer der Beteiligten, Harry Flowers, gefasst werden kann.
Jedoch schweigt Harry über die anderen drei Mitglieder der Gruppe, die an der Straftat beteiligt waren. Namentlich sind dies Buddy, Marty Sanders and Randy Pierce.
Aus Neugier fängt Buddy an, Jane nachzustellen und sie verlieben sich. Buddy hofft, Karen möge nicht aus dem Koma erwachen, da sie alle Randalierer gesehen hat und zu jeder Zeit erkennen könnte. Harry Flowers wird aus Mangel an Beweisen wieder freigelassen.
Er erzählt, dass Jane ihm den Hausschlüssel gegeben hat, dabei hat sie ihn nur verloren und er steckt ihn ein. Der Rächer ist eine psychisch gestörte Person, die sich schon an mehreren Feinden „gerächt“ hat, indem sie sie umbrachte. Er glaubt, er sei 11 Jahre alt, obschon er ein Erwachsener ist. Er ist in Jane Jerome verliebt; als er jedoch erkennt, dass sie sich in einen der Randalierer verliebt hat, plant er, auch sie umzubringen.
Inzwischen erwacht Karen aus dem Koma, doch sie hat jede Erinnerung an den Vorfall, der sie ins Koma gestürzt hat, verloren. Der Avenger, lockt Jane schließlich in ein Baumhaus, um sie umzubringen, doch Jane vermag ihn so zu beeinflussen, dass er sich selbst tötet. Sie hatte während des Gesprächs erfahren, dass auch Buddy an dem Zerstörungsakt beteiligt war.
Sie sehen sich noch ein letztes Mal in ihrem Zimmer, in dem er, an dem Tag des furchtbaren Verbrechens, mit einer Flasche Alkohol stand und das ganze Zimmer verwüstete, und sie trennt sich von ihm.